# مارغريت إنجلز
مارغريت إنجلز (بالإنجليزية: Margaret Ingels) (25 أكتوبر 1892-13 ديسمبر 1971) هي مُهَندسة أمريكية. كانَت أول خِريجَة هندسة مِن جامعة كنتاكي، وحَصَلت عَلى دَرجة بكالوريوس العلوم في الهندسة الميكانيكية في عام 1916. وكانت أيضًا ثاني خريجة هَندسة في الولايات المتحدة وأوَل امرأة تَحصل عَلى دَرجة مِهنية في هَندسة الميكانيك، اشتَمل عَملُها عَلى تكييف الهواء وتَطوير دَرجة حَرارة فَعّالة «مِقياس لِدمج الرطوبة وحَرَكة الهَواء في مُعادلة تُحقق الرَّاحة البَشَرية».

## مهنة
بَعد تَخرج مارغريت، عَمِلت في شركة شيكاغو لِلهاتف في قِسم هَندسة المُرور. ثُمَّ غادَرت شيكاغو في عام 1917 لِشركة بيتسبرغ وشركة كارير، حيثُ بَدأ اهتمامُها بِتكييف الهواء. حَصلت عَلى شِهادة الهَندسة الميكانيكية في عام 1920 وفي العام الذي تلاه انضمت إلى الجمعية الأمريكية لمهندسي التبريد والتدفئة وتكييف الهواء في مُختَبر البحث، حَيثُ دَرست تكييف الهواء لمدة سِت سَنوات. «أتقنت آلة مَحمولة جديدة تُحَدد كَمية الغُبار المُحمل بالجراثيم في الغرف المدرسية والأماكن العامة» أثناء إجراء الاختبارات الميدانية للجنة نيويورك للتهوية المدرسية. في عام 1931، عادَت إلى شركة كارير وبَقيت حتى تقاعدها. ساهمت في اكمال جهاز قياس الرطوبة، والذي يُستَخدم لِقراءة الرطوبة النسبية للهواء.
كانَت مُتحدثة باسم هذه المِهنة، حيثُ تَحدثت لأكثر مِن 12,000 شَخص خلال أكثر من 200 خِطاب من عام 1932 إلى 1952. وفي عام 1940 تم اختيارها كواحدة من 100 امرأة في الولايات المتحدة اللواتي نَجَحن في مِهن غير مَفتوحة لِلنساء في عام 1840.
أنشأ فِرع الطُّلاب «جَمعية النساء المهندسات» في جامعة كنتاكي صندوق الزمالة للطلاب المسجلين في درجة الماجستير في العلوم أو دكتوراه الانضباط الهندسي.

## أعمالها
- Ingels، Margaret (1972). Willis Haviland Carrier, father of air conditioning. Technology and society. New York: Arno Press. ISBN:0405047088.
- Ingels، Margaret (1925). Comparative tests of instruments for determining atmospheric dusts ... Washington, D.C.: Government Printing Office. مؤرشف من الأصل في 2019-12-12.

كتبت أكثر من 45 ورقة تقنية، بالإضافة إلى مقالة وثقت «المرأة الأمريكية الرائدة في مجال الهندسة».

## روابط خارجية
- Margaret Ingels Collection (University of Kentucky), circa 1845 - 1967[وصلة مكسورة]
- Photo of Margaret Ingels at the 1952 American Society of Civil Engineers Centennial of Engineering
- Margaret Ingels Residence Hall, University of Kentucky
- Margaret Ingels Society of Women Engineers Graduate Fellowship (University of Kentucky)

## قراءات اضافية
- Layne, [edited by] Margaret E. (2009). Women in engineering. Reston, Va.: ASCE Press. ISBN 978-0-7844-7235-4.